# Parigi-Nizza 2014
La Parigi-Nizza 2014, settantaduesima edizione della corsa, valida come seconda prova dell'UCI World Tour 2014, si svolse dal 9 al 16 marzo 2014 su un percorso di 1446,5 km, suddiviso in otto tappe, con partenza da Mantes-la-Jolie ed arrivo a Nizza. È stata vinta dal colombiano Carlos Alberto Betancur con il tempo totale di 35 ore 11 minuti e 45 secondi, alla media di 41,09 km/h.
Al traguardo di Nizza 124 ciclisti completarono la gara.

## Tappe
| Tappa  | Data     | Percorso                                | km      | Vincitore di tappa      | Leader cl. generale     |
| ------ | -------- | --------------------------------------- | ------- | ----------------------- | ----------------------- |
| 1ª     | 9 marzo  | Mantes-la-Jolie > Mantes-la-Jolie       | 162,5   | Nacer Bouhanni          | Nacer Bouhanni          |
| 2ª     | 10 marzo | Rambouillet > Saint-Georges-sur-Baulche | 205     | Moreno Hofland          | Nacer Bouhanni          |
| 3ª     | 11 marzo | Toucy > Circuito di Nevers Magny-Cours  | 180     | John Degenkolb          | John Degenkolb          |
| 4ª     | 12 marzo | Châtel-Guyon > Belleville               | 201,5   | Tom-Jelte Slagter       | Geraint Thomas          |
| 5ª     | 13 marzo | Crêches-sur-Saône > Rive-de-Gier        | 152,5   | Carlos Alberto Betancur | Geraint Thomas          |
| 6ª     | 14 marzo | Saint-Saturnin-lès-Avignon > Fayence    | 221,5   | Carlos Alberto Betancur | Carlos Alberto Betancur |
| 7ª     | 15 marzo | Mougins > Biot                          | 195,5   | Tom-Jelte Slagter       | Carlos Alberto Betancur |
| 8ª     | 16 marzo | Nizza > Nizza                           | 128     | Arthur Vichot           | Carlos Alberto Betancur |
| Totale | Totale   | Totale                                  | 1 446,5 |                         |                         |

## Squadre e corridori partecipanti
| N.      | Cod. | Squadra                |
| ------- | ---- | ---------------------- |
| 1-8     | SKY  | Team Sky               |
| 11-18   | GRS  | Garmin-Sharp           |
| 21-28   | ALM  | AG2R La Mondiale       |
| 31-38   | BMC  | BMC Racing Team        |
| 41-48   | IAM  | IAM Cycling            |
| 51-58   | OGE  | Orica-GreenEDGE        |
| 61-68   | LAM  | Lampre-Merida          |
| 71-78   | AST  | Astana Pro Team        |
| 81-88   | LTB  | Lotto-Belisol Team     |
| 91-98   | FDJ  | FDJ.fr                 |
| 101-108 | OPQ  | Omega Pharma-Quickstep |

| N.      | Cod. | Squadra                      |
| ------- | ---- | ---------------------------- |
| 111-118 | BEL  | Belkin Pro Cycling Team      |
| 121-128 | TFR  | Trek Factory Racing          |
| 131-138 | EUC  | Team Europcar                |
| 141-148 | MOV  | Movistar Team                |
| 151-158 | KAT  | Katusha Team                 |
| 161-168 | COF  | Cofidis, Solutions Credits   |
| 171-178 | TCS  | Tinkoff-Saxo                 |
| 181-188 | CAN  | Cannondale Pro Cycling       |
| 191-198 | GIA  | Team Giant-Shimano           |
| 201-208 | BSE  | Bretagne-Séché Environnement |

## Dettagli delle tappe

### 1ª tappa
- 9 marzo: Mantes-la-Jolie > Mantes-la-Jolie – 162,5 km

Risultati
| Pos. | Corridore       | Squadra       | Tempo    |
| ---- | --------------- | ------------- | -------- |
| 1    | Nacer Bouhanni  | FDJ           | 3h53'11" |
| 2    | John Degenkolb  | Giant-Shimano | s.t.     |
| 3    | Gianni Meersman | Omega Pharma  | s.t.     |

| Pos. | Corridore       | Squadra       | Tempo    |
| ---- | --------------- | ------------- | -------- |
| 1    | Nacer Bouhanni  | FDJ           | 3h53'01" |
| 2    | Gianni Meersman | Omega Pharma  | a 1"     |
| 3    | John Degenkolb  | Giant-Shimano | a 4"     |

### 2ª tappa
- 10 marzo: Rambouillet > Saint-Georges-sur-Baulche – 205 km

Risultati
| Pos. | Corridore      | Squadra       | Tempo    |
| ---- | -------------- | ------------- | -------- |
| 1    | Moreno Hofland | Belkin        | 4h53'46" |
| 2    | John Degenkolb | Giant-Shimano | s.t.     |
| 3    | Nacer Bouhanni | FDJ           | s.t.     |

| Pos. | Corridore      | Squadra       | Tempo    |
| ---- | -------------- | ------------- | -------- |
| 1    | Nacer Bouhanni | FDJ           | 8h46'43" |
| 2    | John Degenkolb | Giant-Shimano | a 2"     |
| 3    | Moreno Hofland | Belkin        | a 4"     |

### 3ª tappa
- 11 marzo: Toucy > Circuito di Nevers Magny-Cours – 180 km

Risultati
| Pos. | Corridore          | Squadra       | Tempo    |
| ---- | ------------------ | ------------- | -------- |
| 1    | John Degenkolb     | Giant-Shimano | 4h27'26" |
| 2    | Matthew Goss       | Orica-GreenE. | s.t.     |
| 3    | José Joaquín Rojas | Movistar      | s.t.     |

| Pos. | Corridore      | Squadra       | Tempo     |
| ---- | -------------- | ------------- | --------- |
| 1    | John Degenkolb | Giant-Shimano | 13h14'01" |
| 2    | Nacer Bouhanni | FDJ           | a 8"      |
| 3    | Moreno Hofland | Belkin        | a 12"     |

### 4ª tappa
- 12 marzo: Nevers > Belleville – 201,5 km

Risultati
| Pos. | Corridore         | Squadra      | Tempo    |
| ---- | ----------------- | ------------ | -------- |
| 1    | Tom-Jelte Slagter | Garmin-Sharp | 5h00'09" |
| 2    | Geraint Thomas    | Team Sky     | s.t.     |
| 3    | Wilco Kelderman   | Belkin       | s.t.     |

| Pos. | Corridore         | Squadra       | Tempo     |
| ---- | ----------------- | ------------- | --------- |
| 1    | Geraint Thomas    | Team Sky      | 18h14'25" |
| 2    | John Degenkolb    | Giant-Shimano | a 3"      |
| 3    | Tom-Jelte Slagter | Garmin-Sharp  | a 4"      |

### 5ª tappa
- 13 marzo: Crêches-sur-Saône > Rive-de-Gier – 152,5 km

Risultati
| Pos. | Corridore               | Squadra       | Tempo    |
| ---- | ----------------------- | ------------- | -------- |
| 1    | Carlos Alberto Betancur | AG2R La Mond. | 3h38'15" |
| 2    | Bob Jungels             | Trek Factory  | s.t.     |
| 3    | Jakob Fuglsang          | Astana        | s.t.     |

| Pos. | Corridore         | Squadra       | Tempo     |
| ---- | ----------------- | ------------- | --------- |
| 1    | Geraint Thomas    | Team Sky      | 21h52'42" |
| 2    | John Degenkolb    | Giant-Shimano | a 3"      |
| 3    | Tom-Jelte Slagter | Garmin-Sharp  | a 4"      |

### 6ª tappa
- 14 marzo: Saint-Saturnin-lès-Avignon > Fayence – 221,5 km

Risultati
| Pos. | Corridore               | Squadra       | Tempo    |
| ---- | ----------------------- | ------------- | -------- |
| 1    | Carlos Alberto Betancur | AG2R La Mond. | 5h12'11" |
| 2    | Rui Costa               | Lampre-Merida | s.t.     |
| 3    | Zdeněk Štybar           | Omega Pharma  | a 3"     |

| Pos. | Corridore               | Squadra       | Tempo     |
| ---- | ----------------------- | ------------- | --------- |
| 1    | Carlos Alberto Betancur | AG2R La Mond. | 27h04'48" |
| 2    | Geraint Thomas          | Team Sky      | a 8"      |
| 3    | Rui Costa               | Lampre-Merida | a 18"     |

### 7ª tappa
- 15 marzo: Mougins > Biot – 195,5 km

Risultati
| Pos. | Corridore               | Squadra       | Tempo    |
| ---- | ----------------------- | ------------- | -------- |
| 1    | Tom-Jelte Slagter       | Garmin-Sharp  | 5h00'05" |
| 2    | Rui Costa               | Lampre-Merida | s.t.     |
| 3    | Carlos Alberto Betancur | AG2R La Mond. | s.t.     |

| Pos. | Corridore               | Squadra       | Tempo     |
| ---- | ----------------------- | ------------- | --------- |
| 1    | Carlos Alberto Betancur | AG2R La Mond. | 32h04'49" |
| 2    | Rui Costa               | Lampre-Merida | a 14"     |
| 3    | Zdeněk Štybar           | Omega Pharma  | a 26"     |

### 8ª tappa
- 16 marzo: Nizza > Nizza – 128 km

Risultati
| Pos. | Corridore          | Squadra       | Tempo    |
| ---- | ------------------ | ------------- | -------- |
| 1    | Arthur Vichot      | FDJ.fr        | 3h06'56" |
| 2    | José Joaquín Rojas | Movistar Team | s.t.     |
| 3    | Cyril Gautier      | Europcar      | s.t.     |

| Pos. | Corridore               | Squadra       | Tempo     |
| ---- | ----------------------- | ------------- | --------- |
| 1    | Carlos Alberto Betancur | AG2R La Mond. | 35h11'45" |
| 2    | Rui Costa               | Lampre-Merida | a 14"     |
| 3    | Arthur Vichot           | FDJ.fr        | a 20"     |

## Evoluzione delle classifiche
| Tappa              | Vincitore               | Classifica generale Maglia gialla | Classifica a punti Maglia verde | Classifica scalatori Maglia a pois | Classifica giovani Maglia bianca | Classifica a squadre Numero giallo |
| ------------------ | ----------------------- | --------------------------------- | ------------------------------- | ---------------------------------- | -------------------------------- | ---------------------------------- |
| 1ª                 | Nacer Bouhanni          | Nacer Bouhanni                    | Nacer Bouhanni                  | Christophe Laborie                 | Nacer Bouhanni                   | Omega Pharma-Quickstep             |
| 2ª                 | Moreno Hofland          | Nacer Bouhanni                    | Nacer Bouhanni                  | Christophe Laborie                 | Nacer Bouhanni                   | Team Katusha                       |
| 3ª                 | John Degenkolb          | John Degenkolb                    | John Degenkolb                  | Christophe Laborie                 | John Degenkolb                   | Team Katusha                       |
| 4ª                 | Tom-Jelte Slagter       | Geraint Thomas                    | John Degenkolb                  | Valerio Agnoli                     | John Degenkolb                   | AG2R La Mondiale                   |
| 5ª                 | Carlos Alberto Betancur | Geraint Thomas                    | John Degenkolb                  | Sylvain Chavanel                   | John Degenkolb                   | AG2R La Mondiale                   |
| 6ª                 | Carlos Alberto Betancur | Carlos Alberto Betancur           | John Degenkolb                  | Sylvain Chavanel                   | Carlos Alberto Betancur          | Movistar Team                      |
| 7ª                 | Tom-Jelte Slagter       | Carlos Alberto Betancur           | John Degenkolb                  | Pim Ligthart                       | Carlos Alberto Betancur          | Movistar Team                      |
| 8ª                 | Arthur Vichot           | Carlos Alberto Betancur           | John Degenkolb                  | Pim Ligthart                       | Carlos Alberto Betancur          | Movistar Team                      |
| Classifiche finali | Classifiche finali      | Carlos Alberto Betancur           | John Degenkolb                  | Pim Ligthart                       | Carlos Alberto Betancur          | Movistar Team                      |

## Classifiche finali

### Classifica generale - Maglia gialla
| Pos. | Corridore          | Squadra       | Tempo     |
| ---- | ------------------ | ------------- | --------- |
| 1    | Carlos Betancur    | AG2R La Mon.  | 35h11'45" |
| 2    | Rui Costa          | Lampre        | a 14"     |
| 3    | Arthur Vichot      | FDJ.fr        | a 20"     |
| 4    | José Joaquín Rojas | Movistar Team | a 21"     |
| 5    | Jakob Fuglsang     | Astana        | a 29"     |
| 6    | Cyril Gautier      | Europcar      | a 31"     |
| 7    | Stefan Denifl      | IAM Cycling   | a 35"     |
| 8    | Simon Špilak       | Katusha Team  | a 36"     |
| 9    | Peter Velits       | BMC Racing    | a 39"     |
| 10   | Tony Gallopin      | Lotto-Belisol | a 41"     |

### Classifica a punti - Maglia verde
| Pos. | Corridore          | Squadra       | Punti |
| ---- | ------------------ | ------------- | ----- |
| 1    | John Degenkolb     | Giant-Shimano | 44    |
| 2    | Carlos Betancur    | AG2R La Mon.  | 42    |
| 3    | José Joaquín Rojas | Movistar Team | 40    |
| 4    | Tom-Jelte Slagter  | Garmin-Sharp  | 34    |
| 5    | Arthur Vichot      | FDJ.fr        | 33    |

### Classifica scalatori - Maglia a pois
| Pos. | Corridore         | Squadra       | Punti |
| ---- | ----------------- | ------------- | ----- |
| 1    | Pim Ligthart      | Lotto-Belisol | 44    |
| 2    | Mathias Frank     | IAM Cycling   | 25    |
| 3    | Sylvain Chavanel  | IAM Cycling   | 20    |
| 4    | Francesco Gavazzi | Astana        | 19    |
| 5    | Fränk Schleck     | Trek Factory  | 16    |

### Classifica giovani - Maglia bianca
| Pos. | Corridore         | Squadra      | Tempo     |
| ---- | ----------------- | ------------ | --------- |
| 1    | Carlos Betancur   | AG2R La Mon. | 35h11'45" |
| 2    | S. Reichenbach    | IAM Cycling  | a 46"     |
| 3    | Wilco Kelderman   | Belkin       | a 1'05"   |
| 4    | Tom-Jelte Slagter | Garmin-Sharp | a 1'37"   |
| 5    | Bob Jungels       | Trek Factory | a 2'05"   |

### Classifica a squadre - Numero giallo
| Pos. | Squadra                      | Tempo      |
| ---- | ---------------------------- | ---------- |
| 1    | Movistar Team                | 105h37'05" |
| 2    | AG2R La Mondiale             | a 2'34"    |
| 3    | IAM Cycling                  | a 4'12"    |
| 4    | Lampre-Merida                | a 5'26"    |
| 5    | Bretagne-Séché Environnement | a 8'41"    |